# Мыреева, Анна Николаевна
Анна Николаевна Мыреева (1930—2012) — советский и российский учёный и переводчик, кандидат филологических наук, заслуженный ветеран Сибирского отделения Академии наук СССР (1982).
Автор более 40 научных трудов, в том числе монографий, учебников и книг.

## Биография
Родилась 22 декабря 1930 года в селе Буяга Алданского улуса Якутской АССР в семье эвенков-охотников.
В 1955 году с отличием окончила северное отделение Ленинградского государственного педагогического института (ныне Российский государственный педагогический университет имени А. И. Герцена) по специальности «русский язык и литература». Трудовую деятельность начала учительницей русского языка в Чагдинской средней школе Алданского района.
С 1957 года работала в Институте языка, литературы и истории Якутского филиала Сибирского отделения Академии наук СССР (ИЯЛИ ЯФ СО АН СССР): сначала старшим лаборантом, в 1968—1971 годах была младшим научным сотрудником сектора языка, в 1971—1986 годах — заведующим сектора северной филологии, в 1986—1990 годах — старшим научным сотрудником. С 1991 года работала в Институте проблем малочисленных народов Севера Сибирского отделения РАН (ИПМНС СО РАН): в 1991—2001 годах — заведующий отделом эвенкийской филологии, с 2001 года — ведущий научный сотрудник отдела тунгусо-маньчжурской филологии. В 1970 году Анна Николаевна защитила кандидатскую диссертацию на тему «Учурский и томмотский говоры эвенкийского языка». В 1982 году ей было присвоено звание старшего научного сотрудника по специальности «Языки народов СССР».
А. Н. Мыреева была известным переводчиком, ею осуществлены переводы произведений А. С. Пушкина на эвенкийский язык, а также образцов эвенкийского фольклора на якутский и русский языки. В 2004 году Мыреевой был издан «Большой академический эвенкийско-русский словарь». Также вела педагогическую деятельность на кафедре северных языков филологического факультета Якутского государственного университета (ныне Северо-Восточный федеральный университет). Занималась общественной деятельностью: была членом Совета по языковой политике при Президенте Республики Саха (Якутия) и членом Совета старейшин Республики, участвовала в работе Ассоциации эвенков Республики Саха (Якутия).
Умерла в Якутске 7 сентября 2012 года.
22 декабря 2015 года в Институте гуманитарных исследований и проблем малочисленных народов Севера СО РАН прошёл вечер, посвященный 85-летию Анны Николаевны Мыреевой.

## Заслуги

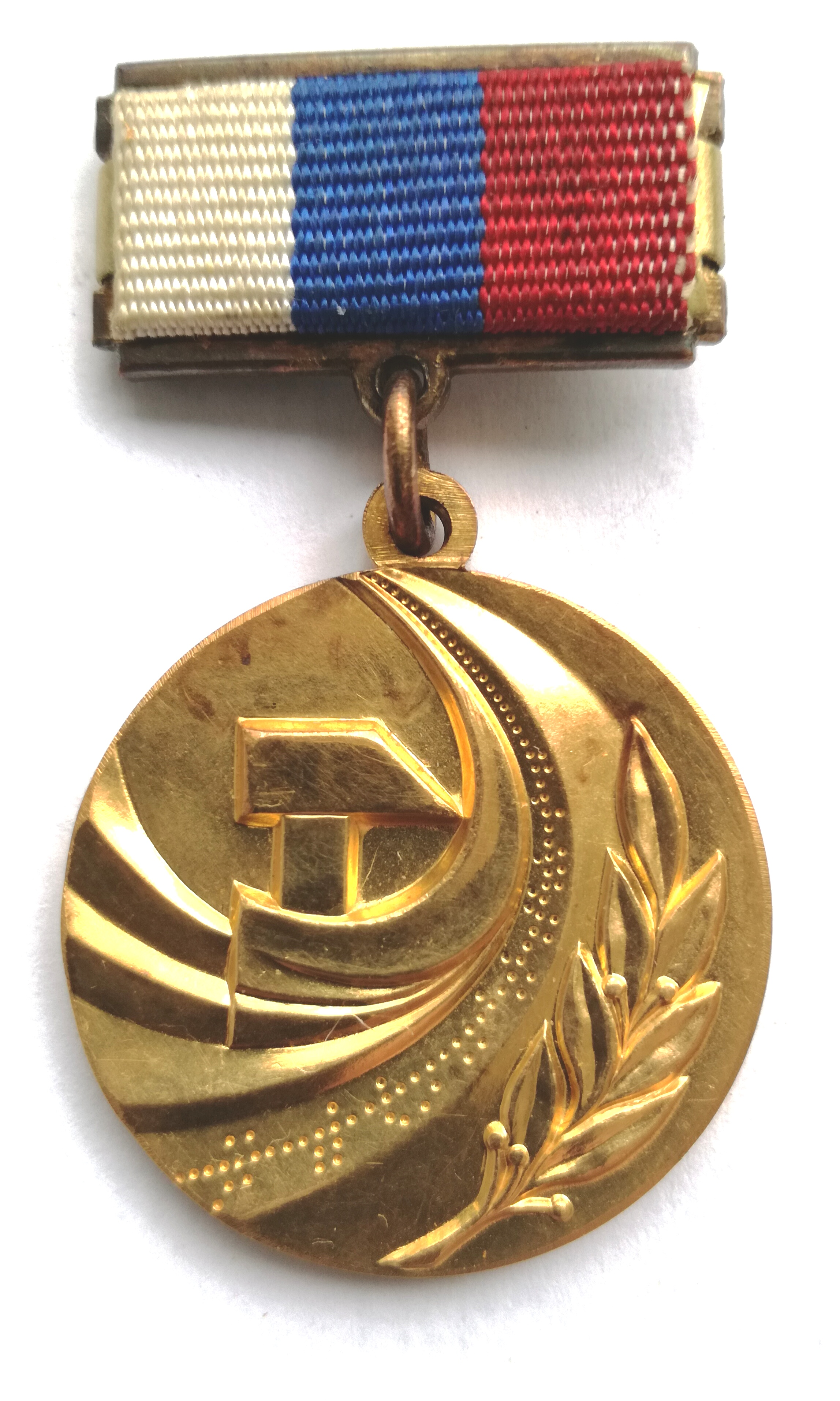
Знак Госпремии до 2003 года

- Награждалась Почётными грамотами Верховного Совета Якутской АССР (1966, 1981).
- Награждена орденом «Знак Почёта» (1971)и медалями, в числе которых «Ветеран труда» (1987).
- Удостоена звания «Заслуженный учитель Республики Саха (Якутия)», удостоена Государственной премии Российской Федерации (2001).
- Указом Президента РС (Я) от 26.04.2003 года награждена знаком отличия «Гражданская доблесть».
- В декабре 2005 года стала первой в Якутии женщиной, удостоенной высокой награды Русской православной церкви — ордена святой равноапостольной княгини Ольги III степени (за перевод на эвенкийский язык «Евангелия от Луки»)[4].
- Является лауреатом премии «Утренняя заря» Депутатской ассамблеи малочисленных народов Севера Российской Федерации в области науки.
- Почётный гражданин Алданского района[4].